# Lonchocarpus bicolor
Lonchocarpus bicolor är en ärtväxtart som beskrevs av Mario Sousa. Lonchocarpus bicolor ingår i släktet Lonchocarpus och familjen ärtväxter. Inga underarter finns listade i Catalogue of Life.